# 青山希愛
青山 希愛（あおやま きあ、1994年12月15日 - ）は、日本のアイドル、元AV女優。ライフプロモーション所属した。

## 経歴
2017年12月29日に青山希愛と改名してSODVRからVRイメージ作品をリリースし、活動を再開。作品発売イベントでAV女優デビューを発表し、『週刊大衆』2018年2月26日号（2月10日発売）で初のヘアヌードを公開し再スタート宣言。3月8日にSODクリエイトからAV女優として再デビュー。デビュー時の相手男優が3人目の男性経験だった。
同年9月18日、10月の発売作品をもって、表舞台から引退することを発表した。

## 人物
多感な時期をアイドルとして過ごし、さらにきわめて恋愛禁止に厳しいグループだったため、経験人数は卒業後に交際した2名。初キスは14歳。初体験は18才。アイドル時代は原則水着、個人でのグラビア活動禁止のグループだったため、単独のビデオ撮影、水着撮影もAVデビュー以降で初めて経験した。
特技はココアの早飲み。趣味は可愛い女の子探し。
資格は救急救命士のほかサービス接遇検定を保持。ただしマリオカートで挫折したため、車の免許は持っていない。目指す女性像は「ファンサービス一番の女優さん」。
かわいい女優が好きという理由でAV業界に飛び込んだため、他の女優と一緒の際はカメラを持ち歩き、付き人やスタッフのように振る舞っていることがある。

## 作品

### イメージビデオ
- 【VR】青山希愛 1stイメージVR Dream Peach（2017年12月29日、SODクリエイト）

### アダルトビデオ
2018年
- 芸能人 青山希愛 AV Debut（3月8日、SODクリエイト）
- メチャメチャイッちゃう!本物アイドル初めての激イキSEX4本番（4月12日、SODクリエイト）
- 青山希愛 みんなをムラムラさせちゃう人気アイドルとヤリまくり学園生活（7月12日、SODクリエイト）
- 青山希愛 初めての超大量潮吹き 止まらないイキ潮スプラッシュ5600cc（8月9日、SODクリエイト）
- 青山希愛 もし押しのアイドルと風俗店でバッタリ出くわしたら…過激裏オプやりたい放題（9月6日、SODクリエイト）
- 最高にエッチで可愛い青山希愛がアナタの妹になってラブラブ近○相○生活（10月11日、SODクリエイト）

## 出演

### ラジオ
- とにかく明るい安村のとにかく丸裸!（2018年2月24日、文化放送）

### テレビ
- 阿部乃ちゃんねる（2018年6月3日、7月2日、エンタ!959）